# Peter Walter
Peter Walter (né le 5 décembre 1954) est un biologiste moléculaire et biochimiste germano-américain et professeur à l'Université de Californie à San Francisco (UCSF) et chercheur au Howard Hughes Medical Institute (HHMI).

## Éducation
Peter fréquente l'Université libre de Berlin, obtient sa maîtrise en chimie organique à l'Université Vanderbilt en 1977 et son doctorat en biologie cellulaire à l'Université Rockefeller en 1981.

## Carrière
Au cours de son travail de thèse dans le laboratoire du Dr Günter Blobel, Walter purifie les membres protéiques d'un complexe macromoléculaire essentiel à la translocation des protéines dans le réticulum endoplasmique (RE) et montre qu'il reconnaît sélectivement les protéines sécrétoires naissantes dans le cytoplasme des cellules eucaryotes et les dirige vers les urgences. Il identifie ensuite un composant ARN 7S du complexe qui est essentiel à sa fonction et nomme l'holocomplexe la particule de reconnaissance du signal (SRP).
Walter quitte Rockefeller pour créer son propre laboratoire à l'Université de Californie à San Francisco. Lui et son groupe identifient une kinase/endoribonucléase transmembranaire résidente du RE, Ire1, qui est l'un des trois capteurs connus de la capacité de repliement dans la lumière du réticulum endoplasmique responsable de l'initiation d'une voie de signalisation connue sous le nom de réponse protéique dépliée,.
Le laboratoire de Walter à l'UCSF continue de se concentrer sur l'acquisition d'une compréhension mécaniste du tri / ciblage des protéines vers le RE ainsi que sur une meilleure compréhension de l'interaction entre l'homéostasie du RE et la maladie.
Walter décrit sa carrière comme « Marcher le long du chemin de la découverte fortuite » et poursuit en disant : « Personnellement, je considérerais comme le couronnement de ma carrière si certains aspects des connaissances de base que nous avons accumulées au fil des ans se traduisent en un avantage tangible pour l'humanité. Mais surtout, aucune de ces formidables opportunités n'était évidente lorsque nous avons commencé notre voyage ; ils n'ont émergé que progressivement au fur et à mesure que nous suivions de manière ludique et fervente les détours de notre chemin sinueux et fortuit." ,.

## Récompenses et honneurs
Walter est membre élu de l'Académie nationale des sciences, de l'Académie américaine des arts et des sciences, de l'Académie nationale de médecine et de l'Académie nationale des inventeurs. Il obtient le prix Shaw 2014 en sciences de la vie et en médecine, le prix Lasker 2014 pour la recherche médicale fondamentale, le prix Vilcek 2015 en sciences biomédicales, le prix Breakthrough 2018 en sciences de la vie et le prix UCSF Lifetime Achievement in Mentoring Award 2020.
Peter Walter est co-auteur du manuel Molecular Biology of the Cell.